# 趙州從諗
趙州從諗禪師（778年—897年），俗姓郝，唐代禪師，南泉普願門下，洪州宗傳人。
從諗幼年出家，十八歲時參南泉普願禪師，在其門下二十多年，以「平常心是道」開悟心地。後參訪諸方，行腳不停。八十歲時受請，住趙州城東觀音院，教授後進，名震一時，時人尊稱他為「趙州古佛」。
從諗承襲馬祖道一傳下的洪州宗風，重視在日常生活中的修行，因為常以「喫茶去」來接引學人，有「趙州茶」的稱號，這也啟發了後世的日本茶道。從諗禪師又擅長以機鋒接引學人，留下許多著名公案，常以日常事物作教學手段，對於臨濟宗有很大的影響，後世大慧宗杲常以著名的趙州公案來教導後進。
趙州禪師圓寂于唐昭宗乾寧四年（897年）端坐而終，春秋一百二十歲，謚號真際大師。塔曰光祖之塔，供奉其衣缽和舍利。

## 師承
- 南泉普願

## 弟子
- 新興嚴陽 [7]
- 光孝慧覺
- 益州西睦

## 主要著作
- 《趙州錄》 [8]

## 外部連結
- 趙州禪師的「十二時歌」 （页面存档备份，存于）
- 趙州禪師語錄  （页面存档备份，存于）
- 德山棒、臨濟喝、雲門餅、趙州茶 （页面存档备份，存于）
- 趙州真際禪師語錄 （页面存档备份，存于）